# Metropolia antananarywska
Metropolia antananarywska – jedna z pięciu metropolii Kościoła rzymskokatolickiego na Madagaskarze, obejmująca centralną część wyspy. Składa się z metropolitalnej archidiecezji antananarywskiej i czterech sufraganii. 

## Historia
Metropolia Tananarywy została erygowana 14 września 1955 bullą Dum tantis papieża Piusa XII. Początkowo sufraganiami archidiecezji tananarywskiej były diecezje: 
- Antsirabé
- Miarinarivo
- Tsiroanomandidy (istniejąca od 1949 jako prefektura apostolska, podniesiona do rangi diecezji w 1958)
- Ambatondrazaka (powstała w 1959, od 2010 w metropolii Toamasina)
- Moramanga (powstała w 2006, od 2010 w metropolii Toamasina)

28 października 1989 archidiecezję Tananarywy przemianowano na archidiecezję Antananarywy (antanarywską, łac. Archidioecesis Antananarivensis).
Najważniejszą świątynią metropolii jest archikatedra Niepokalanego Poczęcia Najświętszej Maryi Panny w Antananarywie.  

## Diecezje wchodzące w skład metropolii
- archidiecezja Antananarivo
  - diecezja Antsirabé
  - diecezja Miarinarivo
  - diecezja Tsiroanomandidy
  - diecezja Maintirano

## Metropolici

### Arcybiskupi Tananarywy
- abp Victor Alphonse Marie Sartre SJ, 1955–1960
- kard. Jéróme Rakotomalala, 1960–1975
- kard. Victor Razafimahatratra SJ, 1976–1989

### Arcybiskupi Antananarywy
- kard. Victor Razafimahatratra SJ, 1989–1993
- kard. Armand Gaétan Razafindratandra, 1994–2005
- abp Odon Razanakolona, 2005–2023
- abp Jean de Dieu Raoelison, od 2023